# James Callaghan
James Callaghan (n. 27 martie 1912, Copnor⁠(d), Anglia, Regatul Unit al Marii Britanii și Irlandei – d. 26 martie 2005, East Sussex, Anglia, Regatul Unit) a fost un politician laburist britanic care a deținut funcția de prim ministru al Marii Britanii din 1976 până în 1979.